# Балша III Балшич
Балша III Балшич (*серб. Balša III, 1387 — 28 квітня 1421) — останній князь Зети з роду Балшичів у 1403—1421 роках.

## Життєпис
Походив з династії Балшичів. Син Джураджа II, князя Зети, та Олени Лазаревич (доньки Лазаря Хребеляновича, князя Моравської Сербії). Був ще доволі молодим, коли у 1403 році помер від ран його батько.
З огляду на недосвідчений вік нового князя Зети, фактичну владу перебрала мати Олена Лазаревич. Остання сприяла поверненню православ'ю статусу державної релігії. Водночас католицтво не переслідувалося. 1405 році почалося повстання проти Балши III, яке підтримали венеційці. За умовами угоди з Венеційською республікою, втратив на її користь міста Ульцінь, Бар і Будву та всю Приморську Зету.
За цим умов Балша III Балшич вимушений був визнати зверхність османів, щоб протистояти венеційцям. Завдяки цьому дістав військову підтримку з боку Стефана Лазаревича, деспота Сербії, який також був васалом Османської імперії. 1406 року Балша III переміг венеційців та їх союзників у битві при Скадарі. Слідом за цим розпочалися перемовини з представниками республіки, але угоди не було досягнуто.
1407 році одружився з Марою з албанського роду Топія, що змінило становище Балши Балшича. Того ж року за допомогою османських військ знову сплюндрував володіння Венеції. Представники останньої розпочали перемовини з Балшою III, водночас намагалися перетягнути на свій бік Црноєвичів та боснійців, проте не досягли успіху. У 1409 році Балша III остаточно перебрав владу в Зеті, особливо після провалу перемовин Олени в Венеції. Втім було встановлено перемир'я. Але того ж року на бік Венеції перейшло місто Котор.
Становище Балши III погіршило укладання мирної угоди між Османською імперією та Венеційською республікою. 1410 році Венеція розпочала нову війну проти Балши III, якого зрадили Црноєвичі. Втім він зумів відбити напад, знову примусити до вірності Црноєвичів та взяти в облогу місто Скадар. 1411 року отримав підтримку від вітчима Сандаля Храніча Косача, герцога Св. Савви.
У 1412 році за допомогою боснійців зумів відвоювати місто Бар. Незабаром венеційці змушені були повернути також Будву та Ульцинь. Того ж року одружився з Бол'єю з роду Захарія. 1413 року укладено договір з Венецією, яка зобов'язувалася сплачувати відшкодування князю Зети за володіння містами Скадар, Дриваст і Светі-Срдж. Того ж року на честь перемог Балша III звів церкву Св. Миколая та монастир Прасквіца. Взяв титул самовладний господар, з божої ласки великий герцог і пан Зети та всієї західної прибережної області. Водночас роздав володіння численних кланам і родам Зети. 1414 року позбавив Котор соляних копій.
З 1415 року починаються торговельні конфлікти з Венеційською республікою. 1417 році князь Зети стає титором монастиря Морачнік. 1418 році Балша III заборонив католицькому єпископу збирати доходи на церкву. Водночас було розпочато підготовку до війни з венеційцями. Було укладено союз з Рагузькою республікою. У березні 1419 року було атаковано місто Дриваст, яке у травні було захоплено. Також війська Зети зайняли райони Скадарського озера.
У 1420 році Балша III втратив важливий замок Бояні. Того ж року місто Котор визнало владу Венеції, яка спрямувало туди свою залогу. При цьому скінчилися кошти для продовження війни, а Рагуза відмовила у кредиті. Водночас Балша III занедужав, що в подальшому призвело до хронічної хвороби. З огляду на ці обставини останній намагався замиритись з венеційцями, але марно. Після цього його родичка Руджіна здала венеційцям місто Будву. Втім боротьба тривала: венеційці зазнали поразки у Святомихайлівській метохії, але зуміли захопити міста Луштіча і Лєшивіци.
В цій ситуації розуміючи неможливість з боку Балшичів боронити свої володіння, князь Зети перебрався до Белграду, де уклав договір зі своїм родичем Стефаном Лазаревичем, деспотом Сербії, за яким останній повинен був спадкував Зету після смерті Балши III. Він помер 1421 року в Белграді.

## Родина
1. Дружина — Мара, донька Нікети Топія, князя Круї
Діти:
- Олена (1407—1453), дружина Стефана Вукшича Косача, герцога Святого Сави

2. Дружина — Бол'я, донька Койї Захарії, князя Саті та Дагнума
Діти:
- Теодора(д/н-1456), дружина Петра Воїславича, воєводи Нижнії країв в Боснії
- Балша (1415)